# Ernesto Pellegrini
 (août 2025).
Ernesto Pellegrini (14 décembre 1940-31 mai 2025) fut un entrepreneur italien, président de l’Inter Milan de 1984 à 1995 et fondateur du groupe Pellegrini.

## Biographie

### Jeunesse et début de carrière
Né à Milan le 14 décembre 1940, fils d’agriculteurs, Ernesto commence sa carrière comme comptable chez Bianchi avant de prendre la direction de la cantine. C’est ainsi qu’il entre dans le secteur de la restauration collective. En 1965, il fonde l’« Organizzazione Mense Pellegrini », puis transforme l’entreprise en Pellegrini S.p.A. en 1975, élargissant ses activités aux services sociaux, aux bons repas, au nettoyage industriel et au vending — En 2019, le groupe réalise environ 600 millions d’euros de chiffre d’affaires et emploie plusieurs milliers de personnes.

### Président de l’Inter (1984–1995)
Supporter inconditionnel depuis l’enfance, Ernesto Pellegrini devient membre du conseil d’administration en 1979 avant d’acquérir le club auprès d’Ivanoe Fraizzoli en janvier 1984, devenant ainsi le 17ᵉ président du club.
Sous son mandat, l’Inter vit une période historique :
un « Scudetto des records » en 1988-1989, avec 58 points obtenus (à l’époque une victoire valait 2 points) ;
une victoire en Supercoupe d’Italie en 1989 ;
deux Coupe UEFA, en 1991 et 1994, mettant un terme à 26 ans sans succès européen.
À l’international, il signe des stars comme Rummenigge, Matthäus, Brehme ou Klinsmann, qui vont définir « l’Inter des Allemands » et travailler avec l’entraîneur Giovanni Trapattoni. Il quitte la présidence en février 1995, laissant le club à Massimo Moratti.

### Engagement et reconnaissance
En 2013, il fonde la Fondazione Ernesto Pellegrini ONLUS, et en 2014 ouvre le restaurant solidaire Ruben à Milan, offrant jusqu’à 400 repas par soir à prix symbolique (1 €), dans un cadre digne, sans files ni humilitation, tout en favorisant la réinsertion professionnelle.
Il est intronisé dans le Hall of Fame de l’Inter en 2020 (section « prix spécial ») et dans la Hall of Fame du football italien en 2022.

### Décès et hommage
Ernesto Pellegrini s’éteint à Milan le 31 mai 2025, à l’âge de 84 ans, le jour même de la finale de la Ligue des champions. L’Inter annonce son décès : « Pendant onze ans, il a dirigé le club avec sagesse, honneur et détermination, laissant une marque indélébile ».
Selon The Sun : Les joueurs portent un brassard noir en hommage durant la finale.
La FIGC, par la voix de son président, rend aussi hommage à un « entrepreneur, dirigeant, homme de cœur, qui a marqué profondément l’histoire du football italien ».

### Œuvre
« Una vita, una impresa. Grazie all’Inter ho trovato il vero senso della fede », Milan, Mondadori, 2016 .